# Margareta Petrovna Froman
Margarita Petrovna Froman (Moskva, 27. listopada 1896. – Boston, 24. ožujka 1970.), rusko-hrvatska balerina, pedagoginja, koreografkinja i redateljica.

## Životopis
Diplomirala je u Moskvi na Carskoj baletnoj akademiji i bila primabalerina Boljšoj teatra. Od 1914. s trupom Djagiljeva gostovala je u mnogim europskim gradovima. S braćom Maksimilijanom, Valentinom (također plesačima) i Pavelom dolazi u Zagreb gdje na poziv intendanta J. Benešića 1921. postaje voditeljica baleta i primabalerina, te postavlja temelje Baleta HNK. Osim što je pokazala za Zagreb tada još neslućene mogućnosti scenskog izražavanja i baletne tehnike, postavlja djela koja su tada bila najznačajnija u Europi.
Gostovala je kao koreografkinja u Parizu, Milanu i Beogradu. Golem je njezin doprinos u stvaranju hrvatskih baletnih djela. Već 1920. izvodi se Svatovac Krešimira Baranovića, a 1924. antologijsko Licitarsko srce. Od 1955. djelovala je u Bostonu gdje je i preminula.